# Parco storico nazionale Tumacácori
Il parco nazionale storico Tumacácori si trova nella parte alta della valle del fiume Santa Cruz in Arizona meridionale. Il parco contiene le rovine di tre comunità missionarie spagnole, due delle quali sono catalogate come National Historic Landmark, e comprende anche il museo Tumacacori, un edificio costruito nel 1937 anch'esso considerato National Historic Landmark. Il parco copre un'area di 1,5 km2 divisi in tre zone separate.
Le chiese francescane delle missioni San José de Tumacácori e Los Santos Ángeles de Guevavi sono entrambe della fine del XVIII secolo. Le prime missioni gesuite stabilite a Tumacacori e Guevavi nel 1691 sono le due più antiche dell'Arizona, ma non ne sono rimasti resti visibili.
La terza unità, la missione San Cayetano de Calabazas, fu creata nel 1756. Guevavi e Calabazas non sono generalmente aperte al pubblico, e possono essere visitate solo con visite guidate prenotate gestite dallo staff del parco. La parte principale del parco, la missione Tumacácori, possiede un centro visitatori ed un museo, ed è aperta al pubblico ogni giorno tranne Natale ed il giorno del ringraziamento.
Un tratto di 7 km del Juan Bautista de Anza National Historic Trail costeggia il fiume Santa Cruz River tra il parco nazionale storico Tumacácori ed il Tubac Presidio State Historic Park.
Il sito venne originariamente proclamato Monumento nazionale Tumacacori il 15 settembre 1908, e fu elencato sul National Register of Historic Places il 15 ottobre 1966. Il 6 agosto 1990 divenne Parco nazionale storico e le zone di Guevavi e Calabazas furono assorbite dal parco.

## Storia della missione San José de Tumacácori

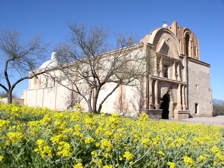
Missione San José de Tumacácori

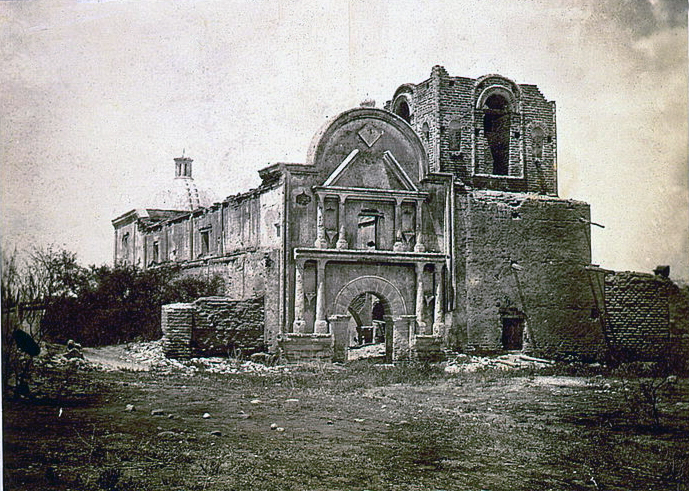
Missione San José de Tumacácori

La missione di San Cayetano del Tumacácori fu fondata nel 1691 da padre Eusebio Francesco Chini. Fu fondata il giorno prima della missione Guevavi, il che la rende la più antica missione gesuita dell'Arizona meridionale. La missione era originariamente chiamata San Cayetano del Tumacácori, e si trovava in un luogo diverso. Era su un precedente insediamento indiano O'odham o Sobaipuri sulla riva orientale del fiume. Il luogo di questo insediamento Sobaipuri ed il luogo originario visitato da padre Chini sono stati identificati dall'archeologo Deni Seymour, il quale ha scavato riportandola alla luce l'antica missione San Cayetano del Tumacacori, correggendo le vecchie idee di Charles Di Peso su dove si trovasse questo insediamento.
Dopo la ribellione Pima del 1751, la missione fu trasferita nella sua posizione attuale sulla riva occidentale del fiume Santa Cruz, e rinominata San José de Tumacácori. Nel 1848 la missione fu abbandonata iniziando ad andare in rovina. Gli sforzi di preservazione iniziarono nel 1908, quando l'area fu dichiarata Monumento Nazionale dall'allora presidente Theodore Roosevelt.

## Museo Tumacacori
Il museo Tumacacori è un edificio costruito nel 1937 in quello che allora era il Monumento nazionale Tumacacori', e che oggi è il parco nazionale storico. Progettato da Scofield Delong, contiene reperti delle tre missioni storiche del parco, ed opere dell'artista Herbert Alexander Collins.
L'edificio del museo fu dichiarato National Historic Landmark nel 1987.

## Film ambientati nel parco di Tumacácori
- 1990: Young Guns II - La leggenda di Billy the Kid di Geoff Murphy